# Giuliana (nome)
Giuliana  è un nome proprio di persona italiano femminile.

## Varianti
- Ipocoristici: Liana
- Maschili: Giuliano[1]

### Varianti in altre lingue
- Bulgaro: Юлиана (Juliana)[2]
- Catalano: Juliana
- Ceco: Juliana
- Croato: Julijana[2]
- Francese: Julienne[2], Juliane[2]
- Galiziano: Xiana
- Inglese: Juliana[2], Julianna[2], Julianne[2]

- Latino: Iuliana[1][2], Juliana[2]
- Ligure: Giuliaña[3]
- Macedone: Јулијана (Julijana)[2]
- Medio inglese: Gillian[4]
- Olandese: Juliana[2]
- Polacco: Julianna[2]
- Portoghese: Juliana[2]
- Rumeno: Iuliana[2]

- Russo: Ульяна (Ul'jana)[2], Юлиана (Juliana)[2], Юлианна  (Julianna)[2]
- Serbo: Јулијана (Julijana)[2]
- Sloveno: Julijana[2]
- Spagnolo: Juliana[2]
- Tedesco: Juliana[2], Juliane[2]
- Ucraino: Юліана (Juliana)
- Ungherese: Julianna[2]

## Origine e diffusione
Continua il cognomen romano Iuliana o Juliana, femminile di Julianus, un patronimico che vuol dire "appartenente a Giulio", "discendente di Giulio", "relativo a Giulio" e via dicendo.

## Onomastico

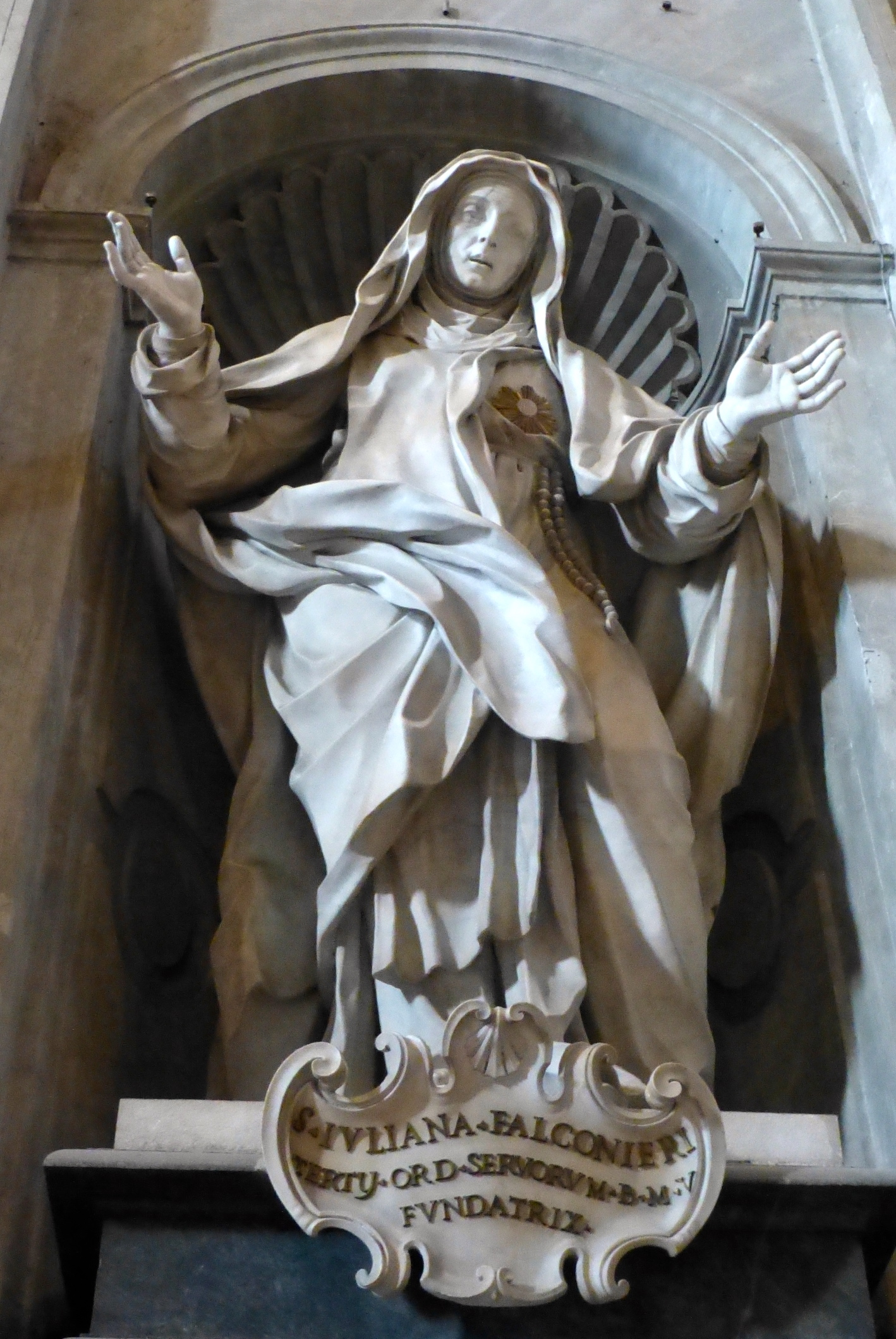
Statua di santa Giuliana Falconieri nella Basilica di San Pietro in Vaticano

L'onomastico si può festeggiare in memoria di più sante e beate, alle date seguenti:
- 7 febbraio, santa Giuliana, vedova di Firenze[6]
- 13 febbraio, santa Giuliana, laica venerata a Torino[6]
- 16 febbraio, santa Giuliana, vergine e martire a Nicomedia sotto Massimiano[6]
- 5 aprile, santa Giuliana di Cornillon, o di Liegi, religiosa agostiniana[6]
- 13 maggio (Chiesa cattolica) e 8 maggio (Chiesa anglicana)[senza fonte], beata Giuliana di Norwich, religiosa e mistica[6]
- 19 giugno, santa Giuliana Falconieri, religiosa servita[6]
- 27 luglio, sante Giuliana e Semproniana, vergini e martiri
- 15 agosto, beata Giuliana Puricelli, fondatrice delle Romite Ambrosiane[6]
- 1º settembre, beata Giuliana di Collalto, badessa benedettina[6]

## Persone

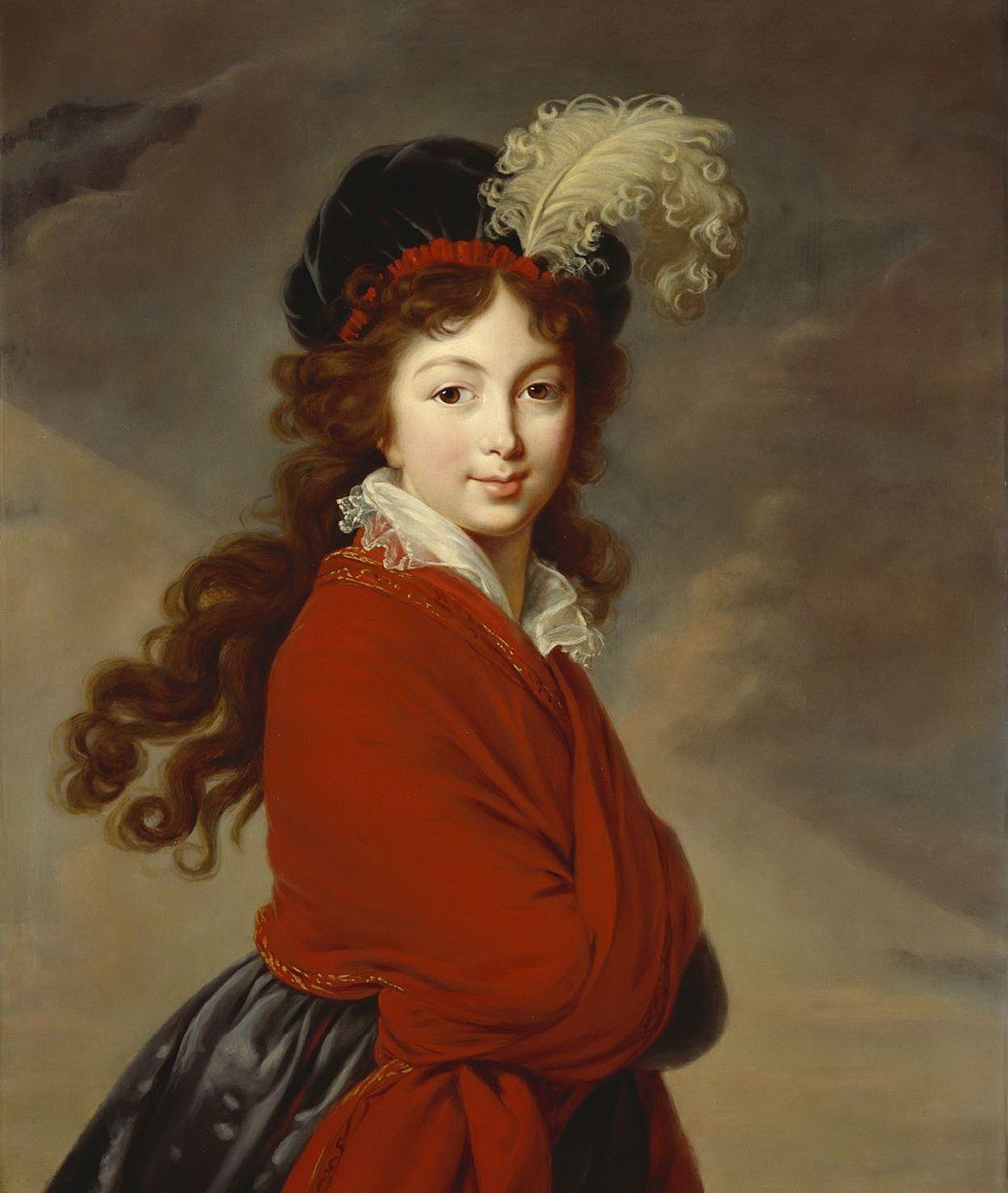
Giuliana di Sassonia-Coburgo-Gotha

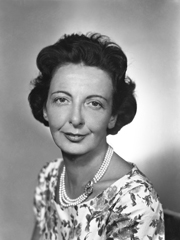
Giuliana Nenni

- Anicia Giuliana, figlia dell'imperatore d'occidente Anicio Olibrio
- Giuliana d'Assia-Philippsthal, langravia d'Assia-Philppsthal e reggente di Schaumburg-Lippe
- Giuliana di Cornillon, religiosa e mistica belga
- Giuliana di Nicomedia, santa romana
- Giuliana di Norwich, religiosa e mistica britannica
- Giuliana dei Paesi Bassi, regina dei Paesi Bassi
- Giuliana di Sassonia-Coburgo-Gotha, granduchessa di Russia
- Giuliana di Stolberg, nobildonna tedesca
- Giuliana Berlinguer, regista e sceneggiatrice italiana
- Giuliana Calandra, attrice teatrale e cinematografica italiana
- Giuliana Cavaglieri Tesoro, chimica e accademica italiana naturalizzata statunitense
- Giuliana De Sio, attrice italiana
- Giuliana Falconieri, religiosa italiana
- Giuliana Lojodice, attrice e doppiatrice italiana
- Giuliana Minuzzo, sciatrice alpina italiana
- Giuliana Nenni, politica, giornalista e traduttrice italiana
- Giuliana Penzi, danzatrice e coreografa italiana
- Giuliana Puricelli, religiosa italiana
- Giuliana Sgrena, giornalista e scrittrice italiana

### Variante Juliana

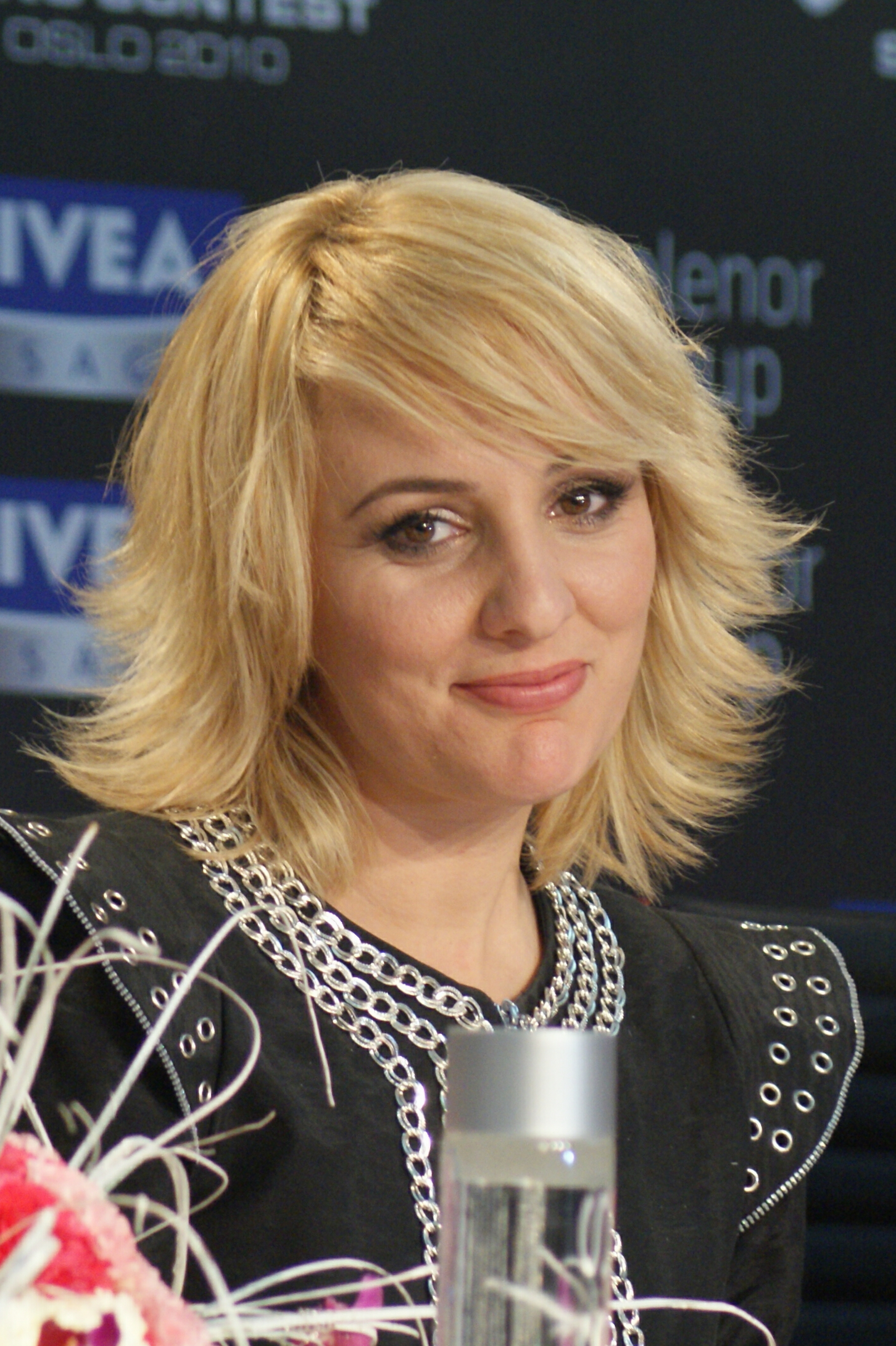
Juliana Pasha

- Juliana d'Oyengauzen, nobildonna tedesca
- Juliana de Castro, pallavolista brasiliana
- Juliana Fedak, tennista ucraina
- Juliana Felisberta, giocatrice di beach volley brasiliana
- Juliana FitzGerald, nobildonna irlandese
- Juliana Herm, modella tedesca
- Juliana Moreira, modella e showgirl brasiliana
- Juliana Nogueira, pallavolista brasiliana
- Juliana Pasha, cantante albanese

### Variante Julianna
- Julianna Avdeeva, pianista russa

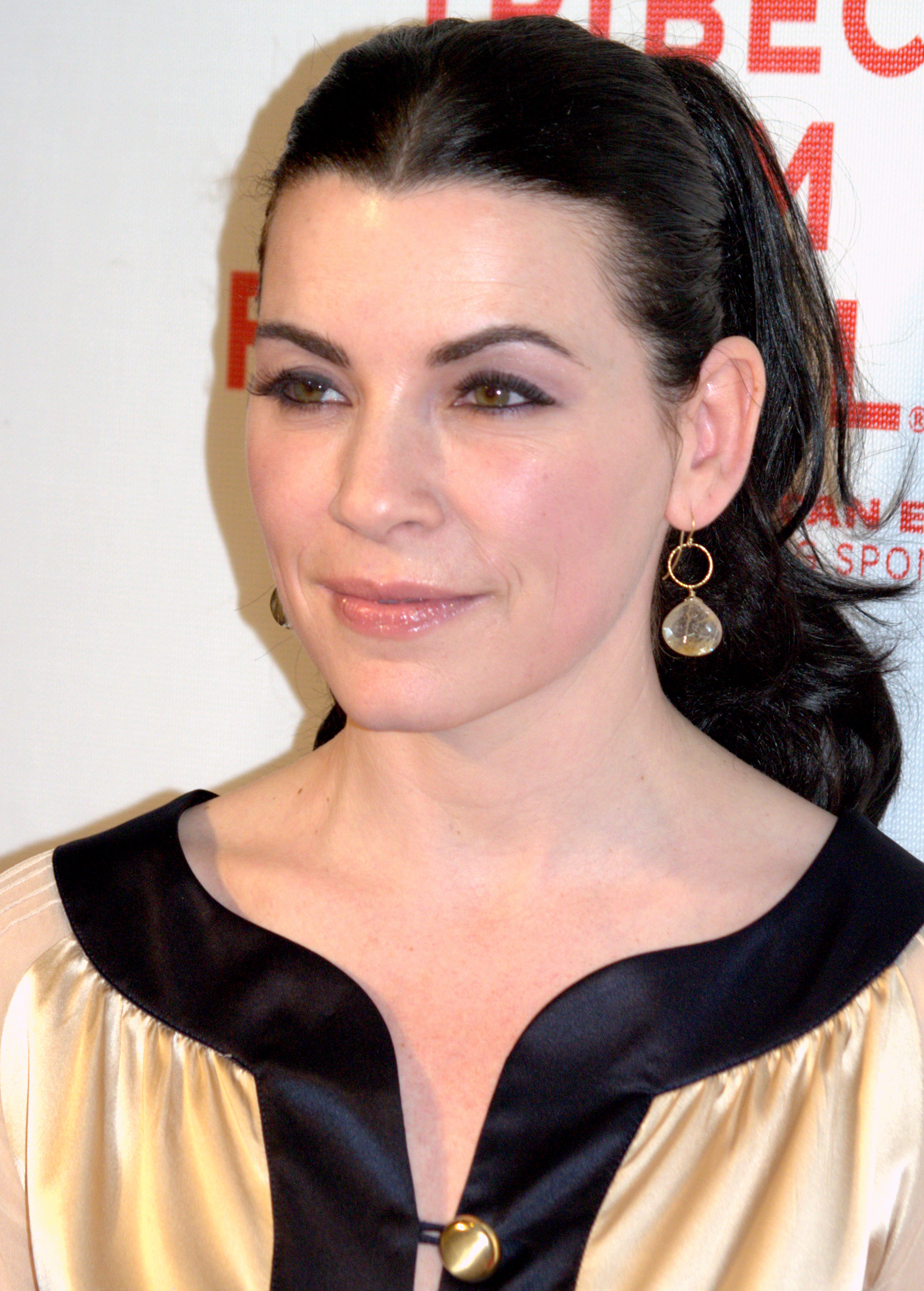
Julianna Margulies

- Julianna Barwick, cantautrice e musicista statunitense
- Julianna Guill, attrice statunitense
- Julianna Margulies, attrice statunitense
- Julianna Rose Mauriello, attrice statunitense
- Julianna Young, modella statunitense

### Variante Julianne

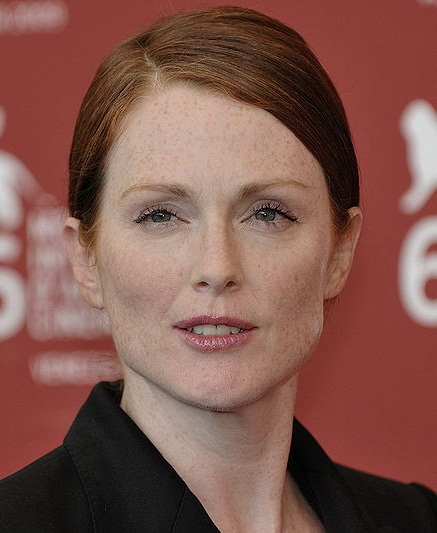
Julianne Moore

- Julianne Hough, cantante, attrice e ballerina statunitense
- Julianne Moore, attrice statunitense
- Julianne Nicholson, attrice statunitense
- Julianne Phillips, attrice e modella statunitense

### Altre varianti
- Ul'jana di Tver', granduchessa di Lituania
- Julienne Davis, attrice, cantante e modella statunitense
- Ul'jana Donskova, ginnasta russa
- Juliane Köhler, attrice tedesca
- Iuliana Măceșeanu, schermitrice rumena
- Iuliana Nucu, pallavolista rumena
- Ul'jana Semënova, cestista sovietica
- Juliane Wurm, arrampicatrice tedesca

## Il nome nelle arti
- Julienne Lorène è un personaggio della serie anime Il Tulipano Nero.
- Una donna di nome Giuliana è menzionata nella canzone La tramontana, eseguita al Festival di Sanremo del 1968 da Antoine e Gianni Pettenati.